# Anh hùng

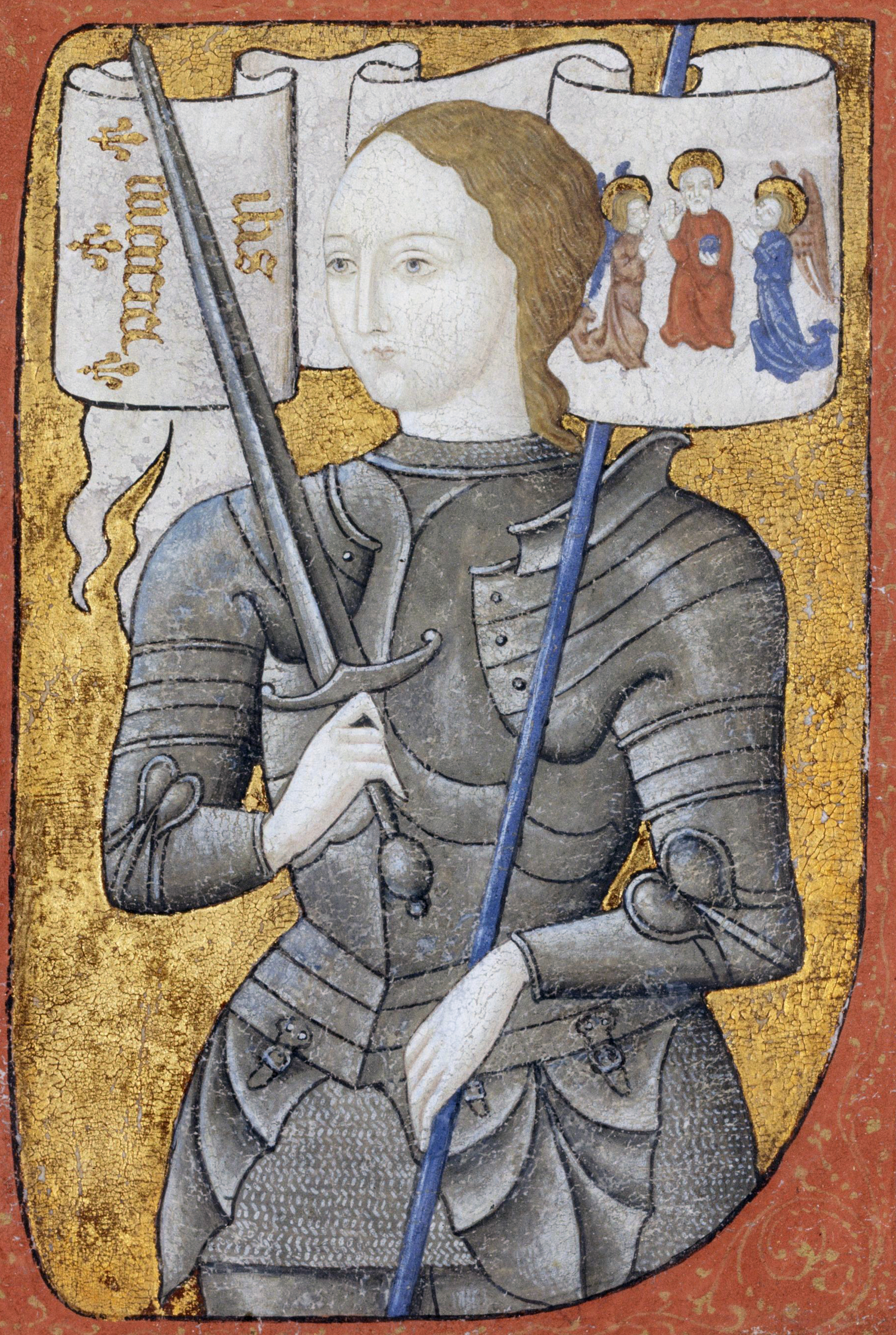
Joan of Arc được coi là một nữ anh hùng Kitô giáo thời trung cổ của Pháp vì vai trò của cô trong Chiến tranh Trăm năm, và được phong thánh như một vị thánh Công giáo La Mã

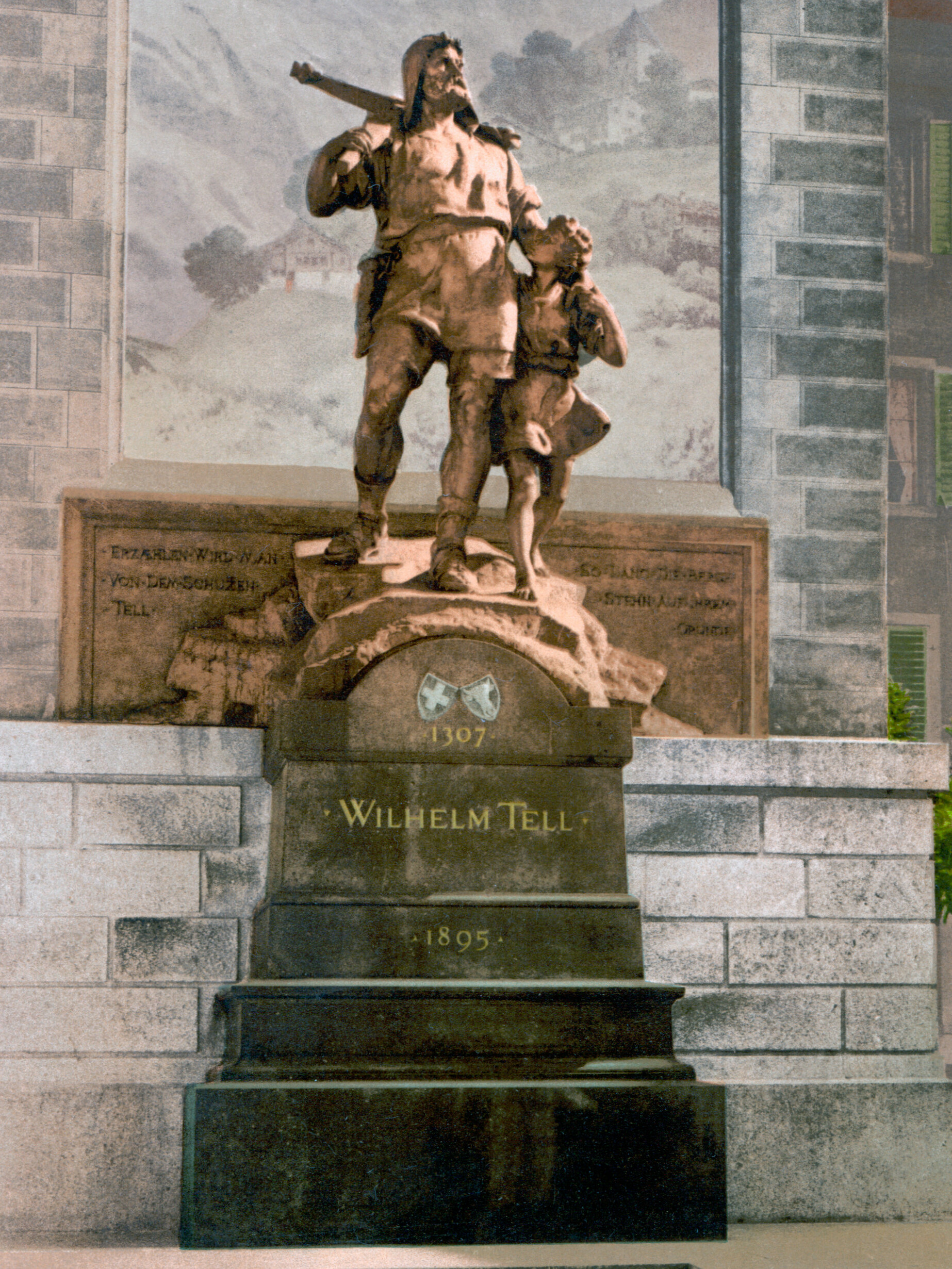
William Tell, một anh hùng dân gian nổi tiếng của Thụy Sĩ.

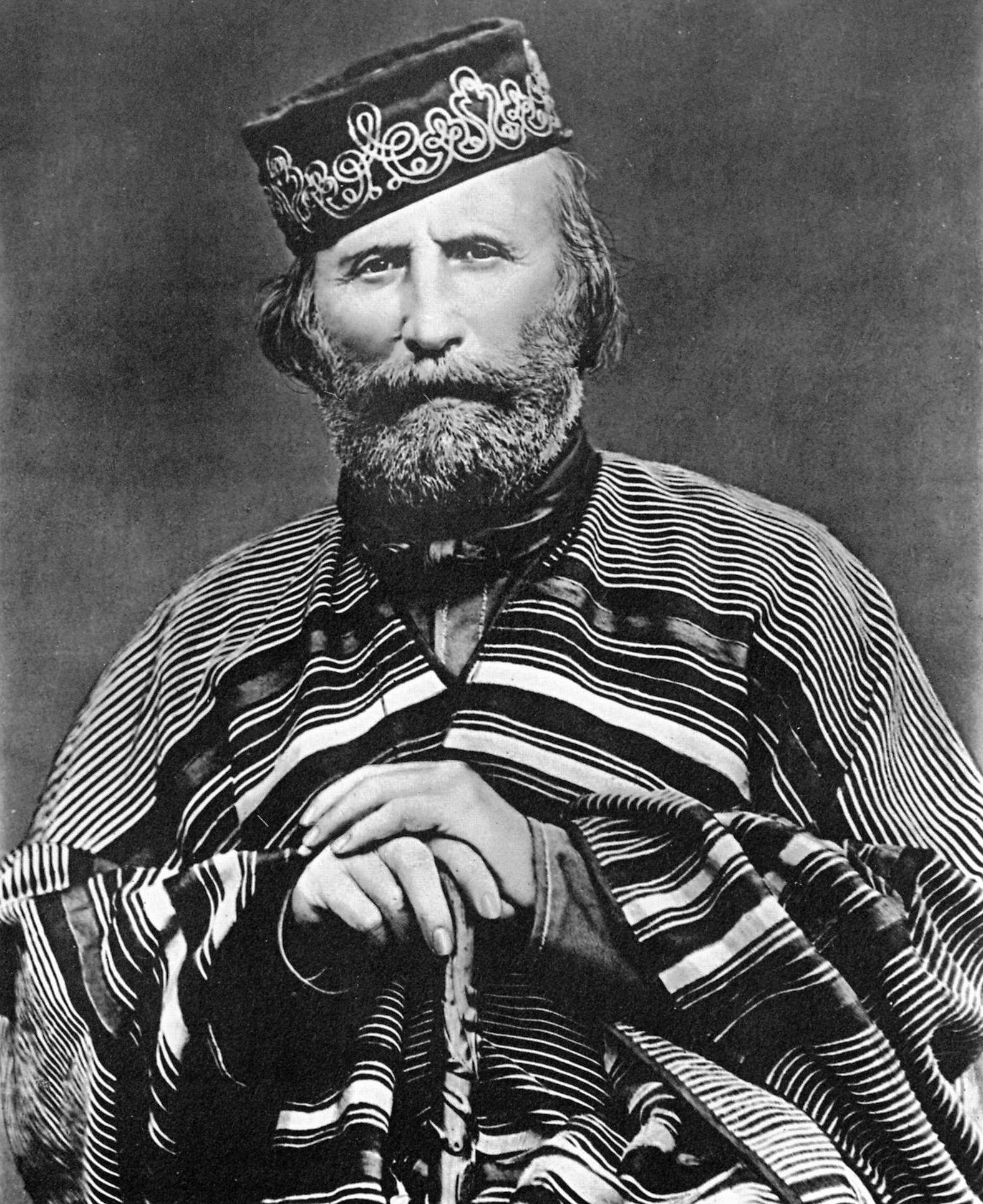
Giuseppe Garibaldi được coi là một anh hùng dân tộc Ý vì vai trò của ông trong sự thống nhất của Ý và được gọi là " Anh hùng của hai thế giới " vì các hoạt động quân sự của ông ở cả Nam Mỹ và Châu Âu.

Anh hùng (tiếng Anh: hero, nữ: heroine) là một con người thực sự hoặc một nhân vật hư cấu, đã chiến đấu với nghịch cảnh thông qua những chiến công của sự khéo léo, can đảm hoặc sức mạnh trong khi đối mặt với các nguy hiểm. Giống như các thuật ngữ trước đây chỉ dành riêng cho giới tính (như diễn viên), anh hùng thường được sử dụng để chỉ cả nam và nữ, mặc dù nữ anh hùng chỉ đề cập đến phụ nữ. Loại anh hùng ban đầu của sử thi cổ điển đã làm những việc như vậy vì vinh quang và danh dự cho riêng mình. Mặt khác, những anh hùng hậu cổ điển và hiện đại thực hiện những hành động vĩ đại hoặc những hành động vị tha vì lợi ích chung thay vì mục tiêu cổ điển là sự giàu có, niềm tự hào và danh tiếng cho bản thân. Phản nghĩa của một anh hùng là một ác nhân , các thuật ngữ khác liên quan đến khái niệm về một anh hùng gồm có "người tốt" và "mũ trắng".
Trong văn học cổ điển, anh hùng là nhân vật chính hoặc được tôn kính trong thơ sử thi anh hùng được ca tụng qua các truyền thuyết cổ xưa của một dân tộc, thường cố gắng chinh phục quân đội và sống theo một mã danh dự cá nhân liên tục bị lỗi. Định nghĩa về một anh hùng đã thay đổi trong suốt thời gian. Từ điển Merriam Webster định nghĩa một anh hùng là "một người được ngưỡng mộ vì những hành động tuyệt vời hoặc dũng cảm hoặc phẩm chất tốt đẹp". Ví dụ về các anh hùng dao động từ nhân vật thần thoại, chẳng hạn như Gilgamesh, Achilles và Iphigenia, cho đến các nhân vật lịch sử, chẳng hạn như Joan of Arc, Giuseppe Garibaldi hoặc Sophie Scholl, anh hùng hiện đại như Alvin York, Audie Murphy và Chuck Yeager, và siêu anh hùng hư cấu, bao gồm Siêu nhân, Người nhện, Người dơi và Đội trưởng Mỹ.

## Thời cổ đại

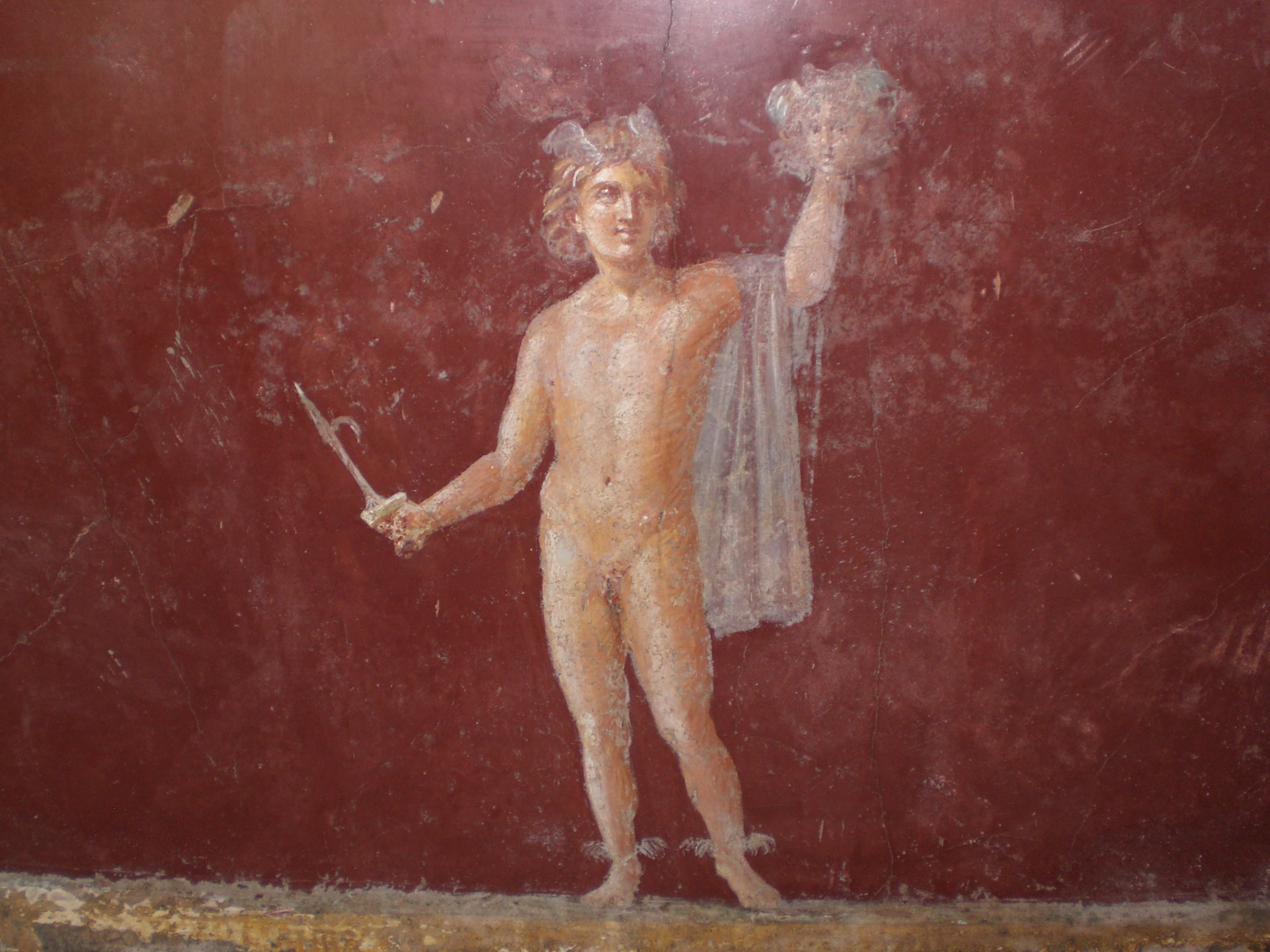
Perseus giơ đầu Medusa trong một bức bích họa La Mã tại Stabiae. Không giống như các anh hùng thời trung cổ và hiện đại, các anh hùng cổ điển đã làm những việc lớn vì lòng tự trọng và danh tiếng hơn là vì lợi ích chung của mọi người

Một anh hùng cổ điển được coi là một "chiến binh sống và chết trong quá trình theo đuổi danh dự" và khẳng định sự vĩ đại của họ bằng "sự sáng chói và hiệu quả trong việc giết chết kẻ thù". Cuộc sống của mỗi anh hùng cổ điển tập trung vào chiến đấu, xảy ra trong chiến tranh hoặc trong một nhiệm vụ sử thi. Các anh hùng cổ điển thường là những người bán thần và có năng khiếu phi thường, như Achilles, phát triển thành các nhân vật anh hùng thông qua việc vượt qua các hoàn cảnh nguy hiểm. Mặc dù những anh hùng này rất tháo vát và tài giỏi, nhưng họ thường dại dột, là thảm họa tại tòa án, mạo hiểm mạng sống của những người đi theo họ vì những chuyện nhỏ nhặt và cư xử ngạo mạn theo cách trẻ con.  Trong thời cổ điển, mọi người coi các anh hùng có lòng tự trọng cao nhất và tầm quan trọng cao nhất, giải thích sự nổi bật của họ trong văn học sử thi. Sự xuất hiện của những nhân vật phàm trần này đánh dấu một cuộc cách mạng của khán giả và nhà văn quay lưng lại với các vị thần bất tử và chuyển sang loài người phàm trần, những khoảnh khắc vinh quang anh hùng tồn tại trong ký ức của các con cháu, mở rộng di sản của họ.
Hector là một hoàng tử Troia và là dũng sĩ khỏe nhất của thành Troy trong cuộc chiến thành Troy, được biết đến chủ yếu thông qua Iliad của Homer. Hector đóng vai trò là thủ lĩnh của thành Troia và các đồng minh của họ trong việc bảo vệ thành Troia, "giết chết 31.000 chiến binh Hy Lạp," theo lời kể của Hyginus. Hector được biết đến không chỉ vì lòng dũng cảm, mà còn vì bản chất cao thượng và lịch sự của anh. Thật vậy, Homer mô tả Hector là người yêu chuộng hòa bình, chu đáo, cũng như táo bạo, một người con, người chồng và người cha tốt và không có động cơ đen tối hơn. Tuy nhiên, giá trị gia đình của anh ấy rất mâu thuẫn với khát vọng anh hùng của anh ấy ở Iliad, vì anh ấy không thể vừa là người bảo vệ thành Troy vừa là một người cha cho đứa con của mình. Hector cuối cùng bị các vị thần phản bội khi Athena xuất hiện dưới hình hài Deiphobus, đồng minh của anh và thuyết phục Hector thách đấu Achilles, dẫn đến cái chết của anh ta dưới bàn tay của một chiến binh siêu hạng.

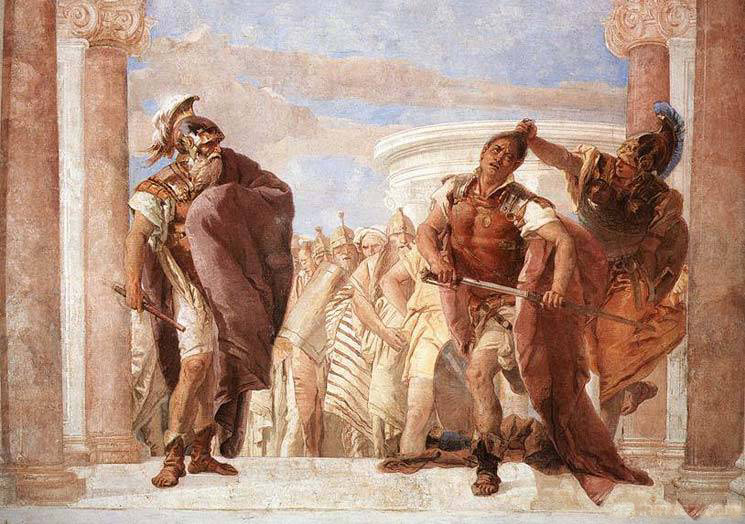
Một bức tranh thế kỷ 18, Cơn giận dữ của Achilles, của họa sĩ Giovanni Battista Tiepolo

Achilles là một anh hùng Hy Lạp, người được coi là chiến binh quân sự đáng gờm nhất trong toàn bộ cuộc chiến thành Troia và là nhân vật trung tâm của Iliad. Anh là con của Thetis và Peleus, biến anh ta thành một bán thần. Anh ta có sức mạnh siêu phàm trên chiến trường và may mắn có mối quan hệ mật thiết với các vị thần. Achilles nổi tiếng vì từ chối chiến đấu sau khi anh ta bị Agamemnon hạ nhục, và chỉ trở lại chiến tranh do cơn thịnh nộ không thể ngăn cản sau khi Hector giết chết người bạn thân Patroclus của anh. Achilles được biết đến với cơn thịnh nộ không thể kiểm soát được, điều này đã định nghĩa nhiều hành động khát máu của anh ta, chẳng hạn như làm ô uế xác chết của Hector bằng cách kéo nó xung quanh thành Troy. Achilles đóng một vai trò bi thảm trong Iliad do sự phi nhân hóa liên tục trong suốt thiên anh hùng ca này, khiến cho menis (cơn thịnh nộ) đã áp đảo philos (tình yêu) trong con người Achilles.
Các anh hùng trong thần thoại thường có mối quan hệ gần gũi, nhưng mâu thuẫn với các vị thần. Do đó, tên của Heracles có nghĩa là "vinh quang của Hera", mặc dù anh đã bị Hera, Nữ hoàng của các vị thần Hy Lạp hành hạ cả đời. Có lẽ ví dụ nổi bật nhất là vua Athen Erechtheus, người mà Poseidon đã giết vì đã chọn Athena chứ không phải Poseidon, làm vị thần bảo trợ của thành phố. Khi người Athen tôn thờ Erechtheus trên Acland, họ đã gọi ông là Poseidon Erechtheus.
Số phận, hay định mệnh, đóng một vai trò to lớn trong những câu chuyện về những anh hùng cổ điển. Ý nghĩa anh hùng của người anh hùng cổ điển bắt nguồn từ các cuộc chinh phạt chiến trường, một hành động nguy hiểm vốn có. Các vị thần trong thần thoại Hy Lạp, khi tương tác với các anh hùng, thường báo trước cái chết cuối cùng của anh hùng trên chiến trường. Vô số anh hùng và các vị thần đã cố gắng hết sức để thay đổi số phận định mệnh của họ, nhưng không thành công, vì không ai, cả con người và bất tử đều không thể thay đổi kết quả theo quy định của họ bởi ba số phận mạnh mẽ. Ví dụ đặc trưng nhất về điều này được thể hiện trong Oedipus Rex. Sau khi biết rằng con trai của mình, Oedipus, cuối cùng sẽ giết chết mình, Vua của Thebes, Laius, thực hiện đủ mọi cách để đảm bảo cái chết của con trai mình bằng cách đưa Oedipus ra khỏi vương quốc. Nhưng, Oedipus đã giết cha mình mà không hề suy nghĩ khi anh không biết gì về bố mình và anh gặp Laius trong một cuộc tranh chấp trên đường phố nhiều năm sau đó. Sự thiếu nhìn nhận giữa hai cha con đã cho phép Oedipus giết cha mình, trớ trêu hơn nữa là trói buộc cha mình vào số phận của mình.
Những câu chuyện về chủ nghĩa anh hùng có thể phục vụ như những ví dụ đạo đức. Tuy nhiên, các anh hùng cổ điển thường không thể hiện quan niệm Kitô giáo về một anh hùng chính trực, hoàn hảo. Ví dụ, các vấn đề về nhân vật của cơn thịnh nộ đáng ghét của Achilles dẫn đến sự tàn sát không thương tiếc và niềm kiêu hãnh áp đảo của anh ta dẫn đến việc anh ta chỉ tham gia Cuộc chiến thành Troia vì anh ta không muốn binh lính của mình giành được mọi vinh quang. Các anh hùng cổ điển, bất kể đạo đức của họ, được đặt trong tôn giáo. Trong thời cổ đại, các giáo phái tôn sùng những anh hùng thần thánh như Heracles, Perseus và Achilles đóng một vai trò quan trọng trong tôn giáo Hy Lạp cổ đại. Những anh hùng Hy Lạp cổ đại này đã tôn sùng những anh hùng từ truyền thống sử thi truyền miệng, với những anh hùng này thường ban phước lành, đặc biệt là chữa lành vết thương cho các cá nhân.

## Thần thoại và các cuộc phiêu lưu của người anh hùng

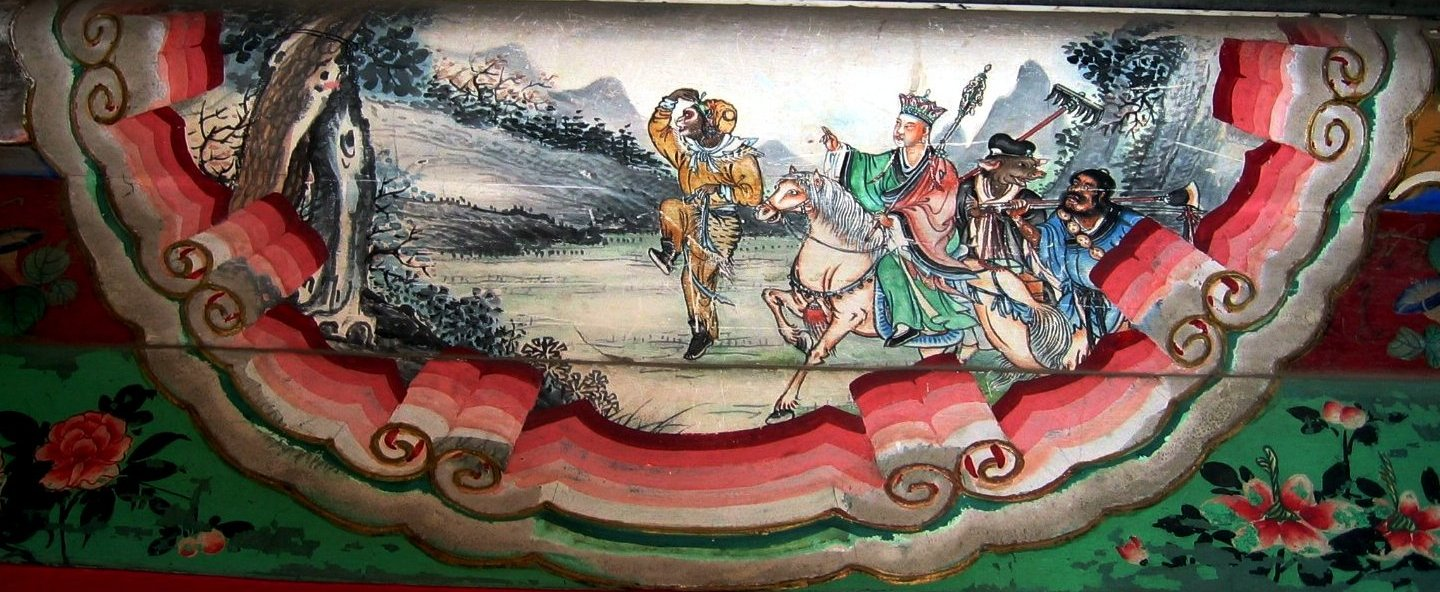
Bốn anh hùng trong tiểu thuyết của Trung Quốc thế kỷ 16, Tây du ký

Khái niệm "Nguyên mẫu anh hùng huyền thoại " được Lord Raglan phát triển lần đầu tiên trong cuốn sách năm 1936 của ông, Người anh hùng, Nghiên cứu về Truyền thống, Thần thoại và Kịch. Đó là một bộ gồm 22 đặc điểm chung mà ông nói đã được chia sẻ bởi nhiều anh hùng trong các nền văn hóa, thần thoại và tôn giáo khác nhau trong suốt lịch sử và trên thế giới. Raglan lập luận rằng nếu anh hùng có điểm càng cao, càng có khả năng họ là huyền thoại.
Khái niệm về một nguyên mẫu câu chuyện của tiêu chuẩn "anh hùng dấn thân vào các cuộc phiêu lưu" đã được uy tín để được phổ biến trên tất cả các nền văn hóa, có phần gây tranh cãi. Được giới thiệu chủ yếu bởi Joseph Campbell trong tác phẩm The Hero with a Thousand Faces năm 1949, nó minh họa một số chủ đề thống nhất về những câu chuyện anh hùng chứa đựng những ý tưởng tương tự về những gì một anh hùng đại diện, bất chấp những nền văn hóa và tín ngưỡng khác nhau. Hành trình đơn nhất hoặc Hành trình của anh hùng bao gồm ba giai đoạn riêng biệt bao gồm Khởi hành, Khởi đầu và Quay trở lại. Trong các giai đoạn này, có một số nguyên mẫu mà người anh hùng thuộc cả hai giới có thể tuân theo, bao gồm cả lời kêu gọi phiêu lưu (mà ban đầu họ có thể từ chối), viện trợ siêu nhiên, tiến hành thử thách, đạt được nhận thức về bản thân (hoặc một sự thờ ơ), và đạt được tự do để sống qua nhiệm vụ hoặc hành trình của họ. Campbell đưa ra những ví dụ về những câu chuyện có chủ đề tương tự như Krishna, Phật, Apollonius của Tyana và Jesus. Một trong những chủ đề mà ông khám phá là anh hùng lưỡng tính, người kết hợp các đặc điểm nam và nữ, chẳng hạn như Bồ tát: "Điều kỳ diệu đầu tiên được ghi nhận ở đây là nhân vật nam tính của Bồ tát: Avalokiteshvara nam tính, Kwan Yin nữ tính."  Trong cuốn sách năm 1968, The Masks of God: Occidental Mythology, Campbell viết: "Rõ ràng rằng, dù chính xác hay không chính xác về chi tiết tiểu sử, huyền thoại cảm động về Chúa Kitô bị đóng đinh và phục sinh là phù hợp để mang đến một cảm xúc ấm áp mới, tức thì, và loài người, theo mô típ cũ của các anh hùng được yêu mến trước đó là Tammuz, Adonis và Osiris. "

## Truyện cổ tích Slav

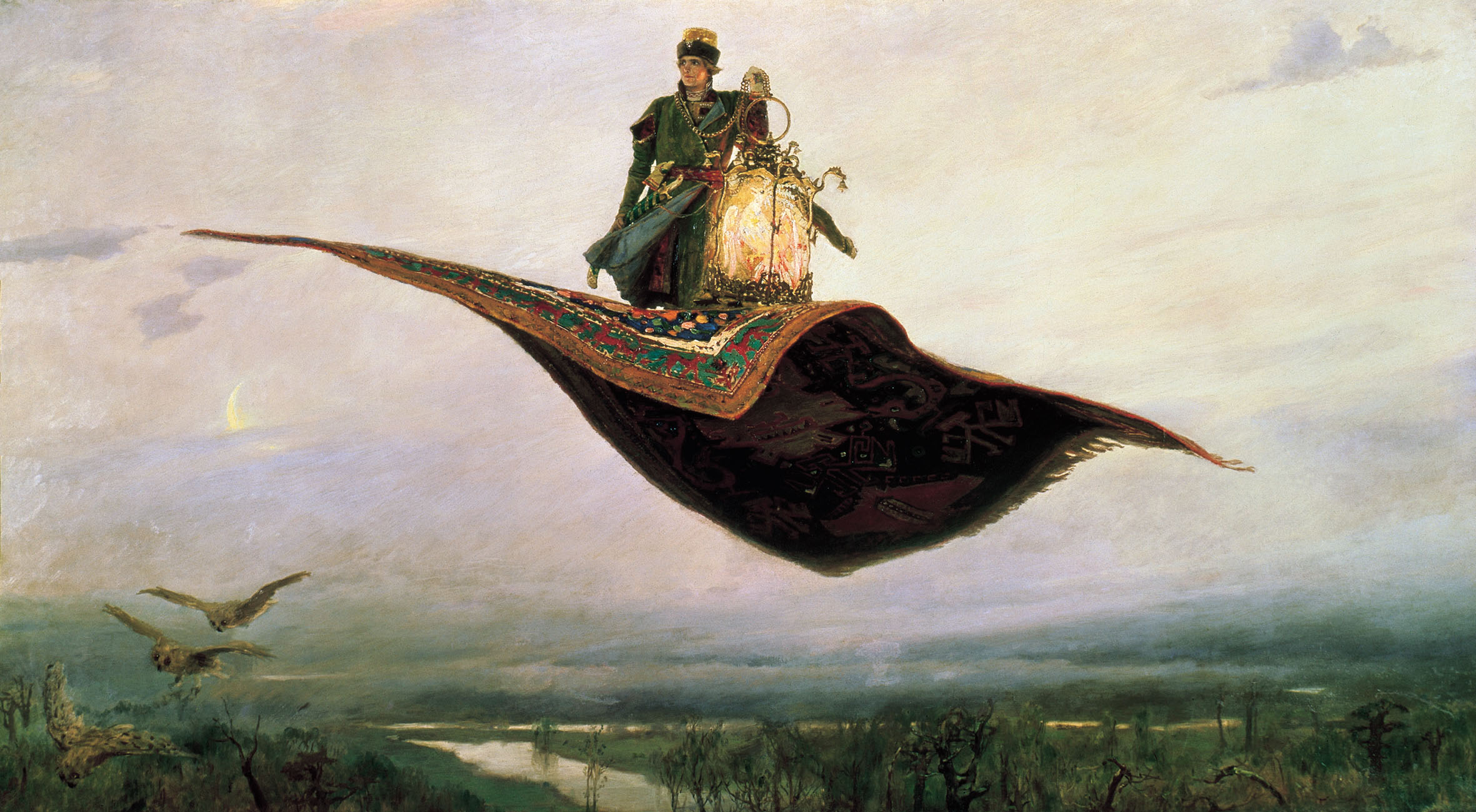
Ivan Tsarevich, một anh hùng của văn hóa dân gian Nga

Vladimir Propp, trong bài phân tích về truyện cổ tích Nga, đã kết luận rằng một câu chuyện cổ tích chỉ có tám người kịch tính, trong đó một người là anh hùng, :p. 80 và phân tích của ông đã được áp dụng rộng rãi cho văn hóa dân gian không phải của Nga. Các hành động rơi vào bối cảnh của một anh hùng như vậy bao gồm:
1. Bắt đầu một nhiệm vụ
2. Phản ứng với thử nghiệm của một nhà tài trợ
3. Kết hôn với một công chúa (hoặc nhân vật tương tự)

Propp phân biệt giữa người tìm kiếm và anh hùng nạn nhân. Một nhân vật phản diện có thể khởi xướng vấn đề bằng cách bắt cóc anh hùng hoặc đuổi anh ta ra ngoài; đây là những anh hùng nạn nhân. Mặt khác, một nhân vật phản diện có thể cướp anh hùng, hoặc bắt cóc một người nào đó thân cận với anh ta, hoặc, nếu không có sự can thiệp của kẻ xấu, anh hùng có thể nhận ra rằng anh ta thiếu thứ gì đó và lên đường tìm kiếm nó; những anh hùng này là những người chuyên tìm kiếm. Nạn nhân có thể xuất hiện trong các câu chuyện với các anh hùng tìm kiếm, nhưng câu chuyện không dõi theo cả hai tuyến nhân vật. :36